# Euphoresia congoensis
Euphoresia congoensis är en skalbaggsart som beskrevs av Moser 1916. Euphoresia congoensis ingår i släktet Euphoresia och familjen Melolonthidae. Inga underarter finns listade i Catalogue of Life.